# ساجا فرونتير 2
ساجا فرونتير 2 (بالإنجليزية: SaGa Frontier 2)‏، هي لعبة فيديو يابانية من نوع تقمص الأدوار، وهي من تطوير سكويرسوفت، ومن نشر سوني كمبيوتر إنترتنمنت، وهي الجزء الثاني والأخير من سلسلة ساجا فرونتير، صدرت اللعبة في الأسواق سنة 1999، وتعمل لمنصة بلاي ستيشن الحصرية.